# Klinochlor
Klinochlor – minerał z gromady krzemianów (glinokrzemianów), z grupy chlorytów (magnezowych). Nazwa pochodzi od złożenia greckich słów klinos – ukośny, i chloros – zielony. Opisany w 1851 r. Przez W.P.Blade’a.
Przedrostka „klino” często stosuje się w nazewnictwie minerałów jednoskośnych.

## Charakterystyka

### Właściwości
Tworzy sześcioboczne kryształy o pokroju płytkowym lub tabliczkowy. Występuje w skupieniach łuskowych, blaszkowych, rozetowych lub ziarnistych. Jest minerałem giętkim lecz nie sprężystym. Odznacza się doskonałą jednokierunkową łupliwością. Tworzy pseudomorfozy po wielu minerałach.
Popularne odmiany to kämmereryt i strzegomit.
Asocjacje: współwystępuje najczęściej z antygorytem, kalcytem, dolomitem, aktynolitem, biotytem, kordierytem, talkiem i chromitem.

### Geneza
Produkt metamorfizmu regionalnego i kontaktowego, oraz wynik przemian hydrotermalnych amfiboli, piroksenów, biotytu.

### Galeria

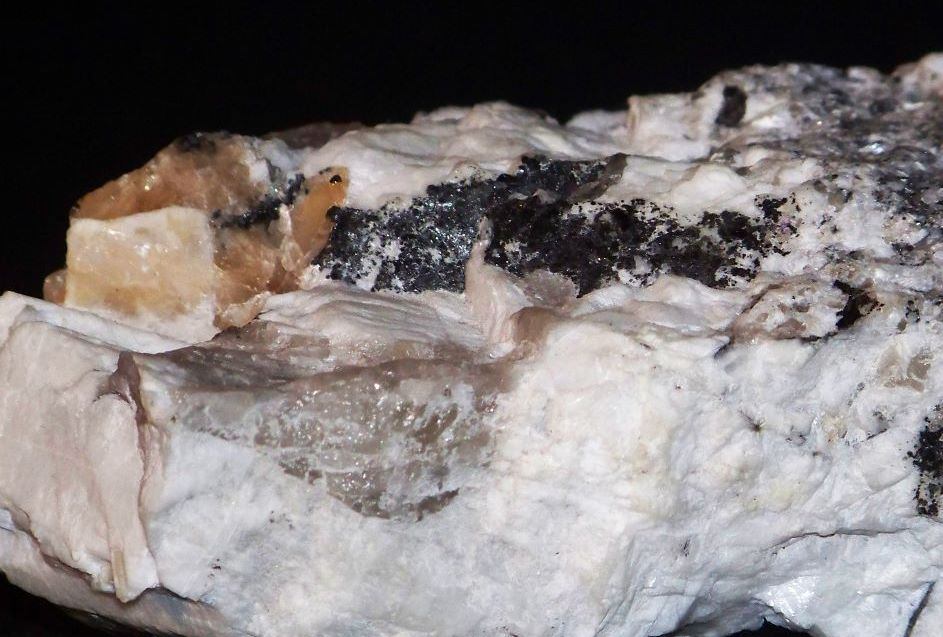
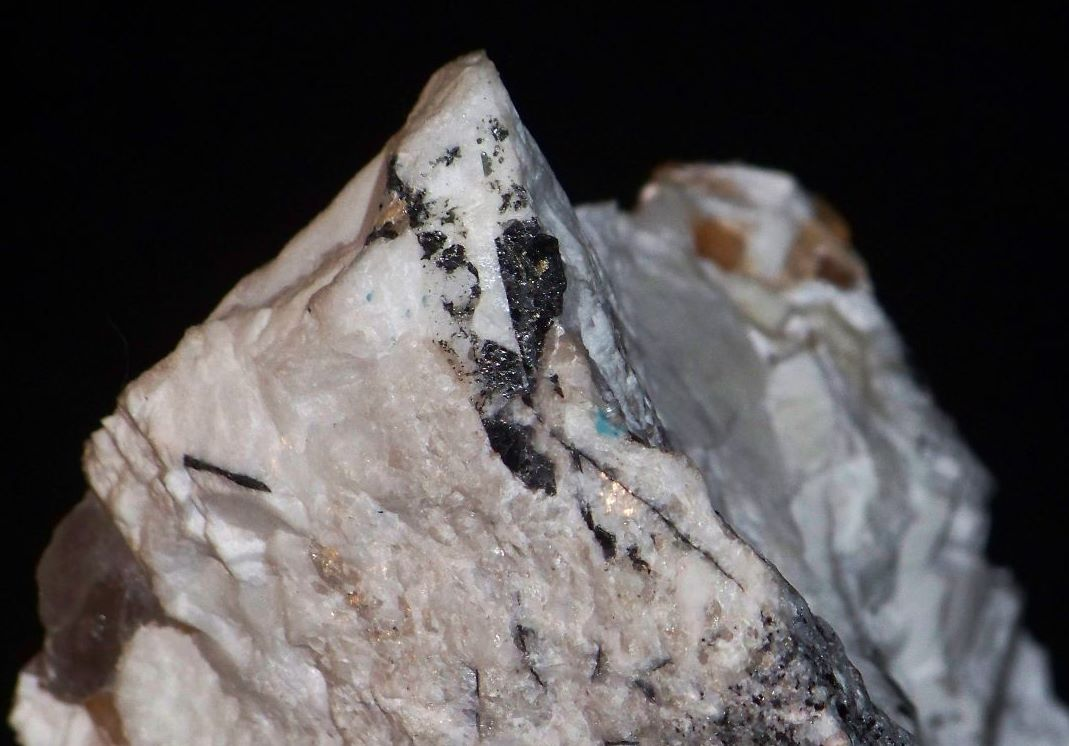
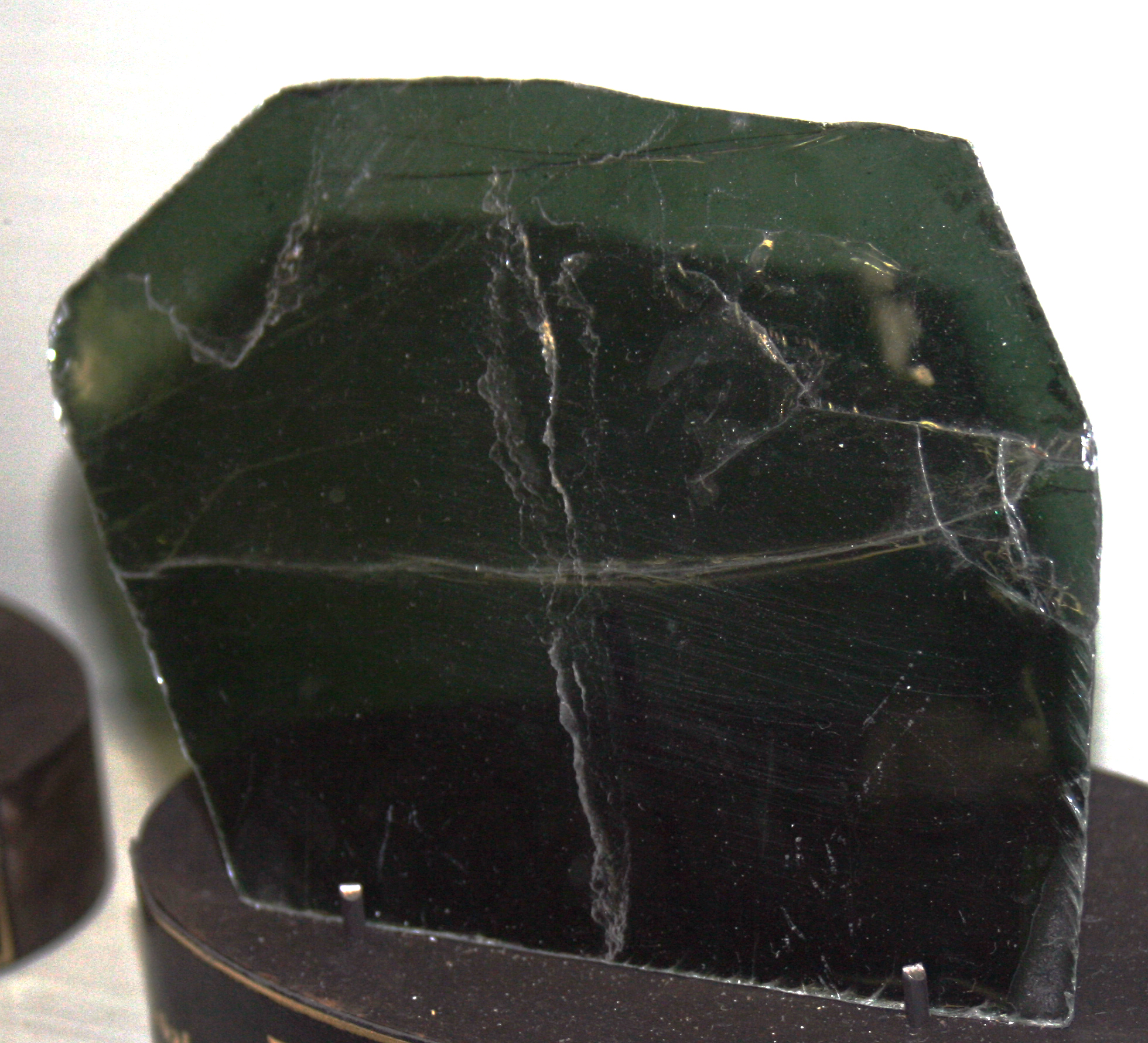

### Występowanie
Najczęściej spotyka się go w skałach metamorficznych zmienionych regionalnie, kontaktowo lub w procesach hydrotermalnych. Spotyka się go w łupkach chlorytowych i talkowych, amfibolitach, serpentynitach i rodingitach. Znany jest również z niektórych pegmatytów np. z okolic Jeleniej Góry, który jest przedstawiany tu na zdjęciach. Najrzadziej spotyka się go w skałach osadowych.
W Polsce: Karkonosze – Szklarska Poręba-Huta, Michałowice, Karpacz, Kowary; Rudawy Janowickie – Miedzianka; Dolny Śląsk – Tąpadła (kāmmertyt), Nasławice k. Sobótki, Jordanów, Szklary k. Ząbkowic, Strzegom, Grabina, Żółkiewka, Zimnik, Borów, Kostrza k. Strzegomia, Czernica, Paszowice k. Jawora (strzegomit), Złoty Stok, Gębczyce k. Strzelina.
W świecie: Włochy – dolina Aosty w Piemoncie, Val Malenco i Liguria; Austria – Pfitsch, Zillertal, Tyrol; Szwajcaria; Rosja – Achmatowsk k.. Złatousti na Uralu; USA – Brewster w stanie Nowy Jork, West Chester i Unionville w Pensylwanii.

### Zastosowanie
- znaczenie naukowe
- znaczenie kolekcjonerskie
- jako kamień ozdobny do wyrobu biżuterii